# Liste des routes nationales de la Guinée
Cet article liste les routes nationales en Guinée.

## Galeries

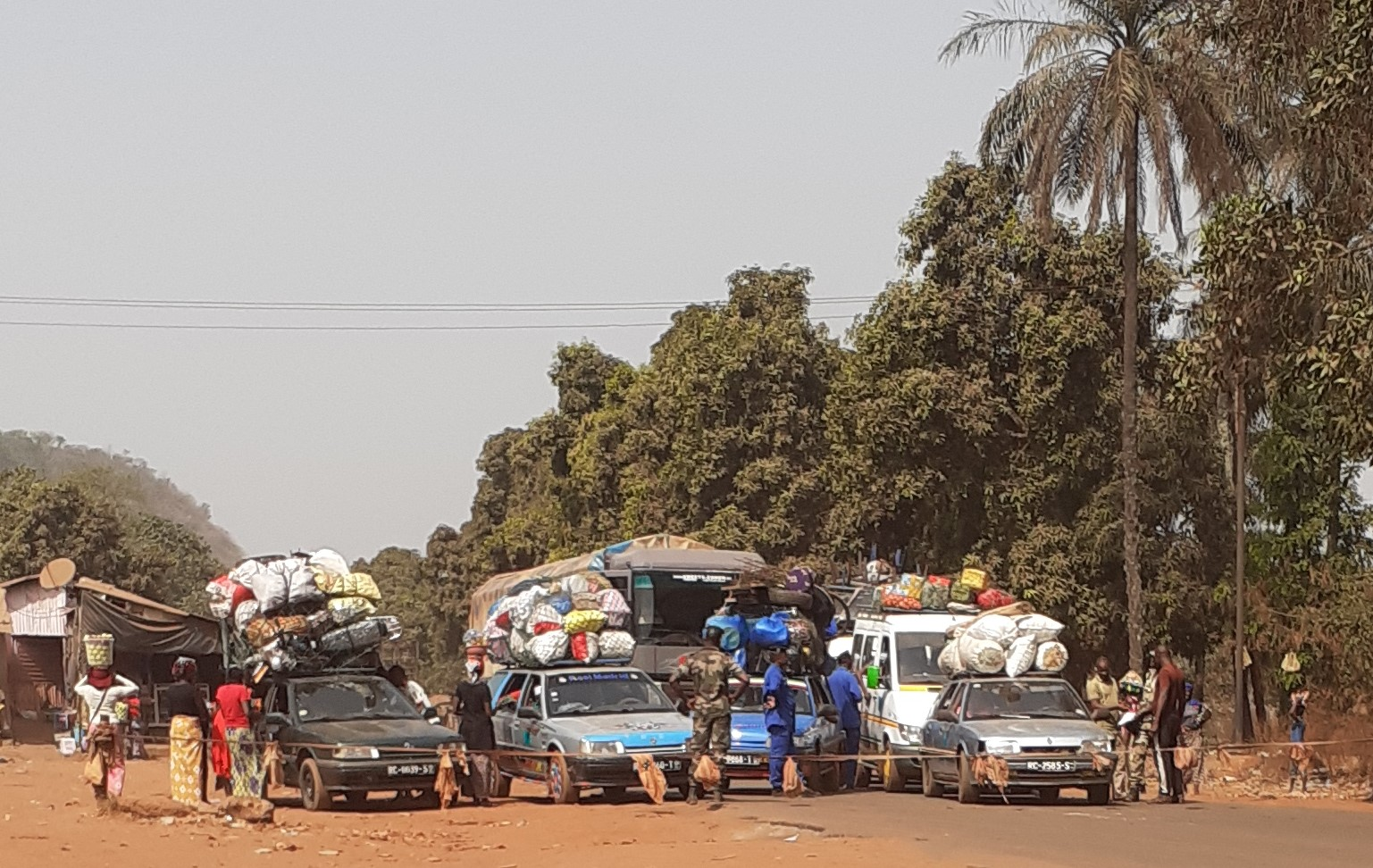
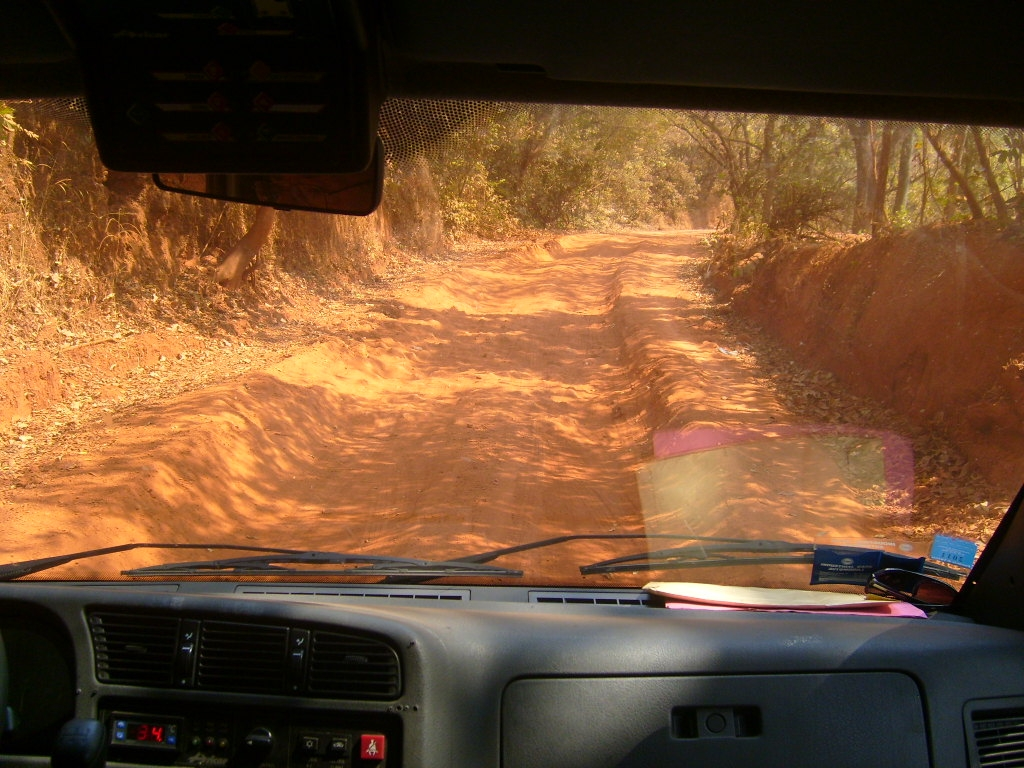
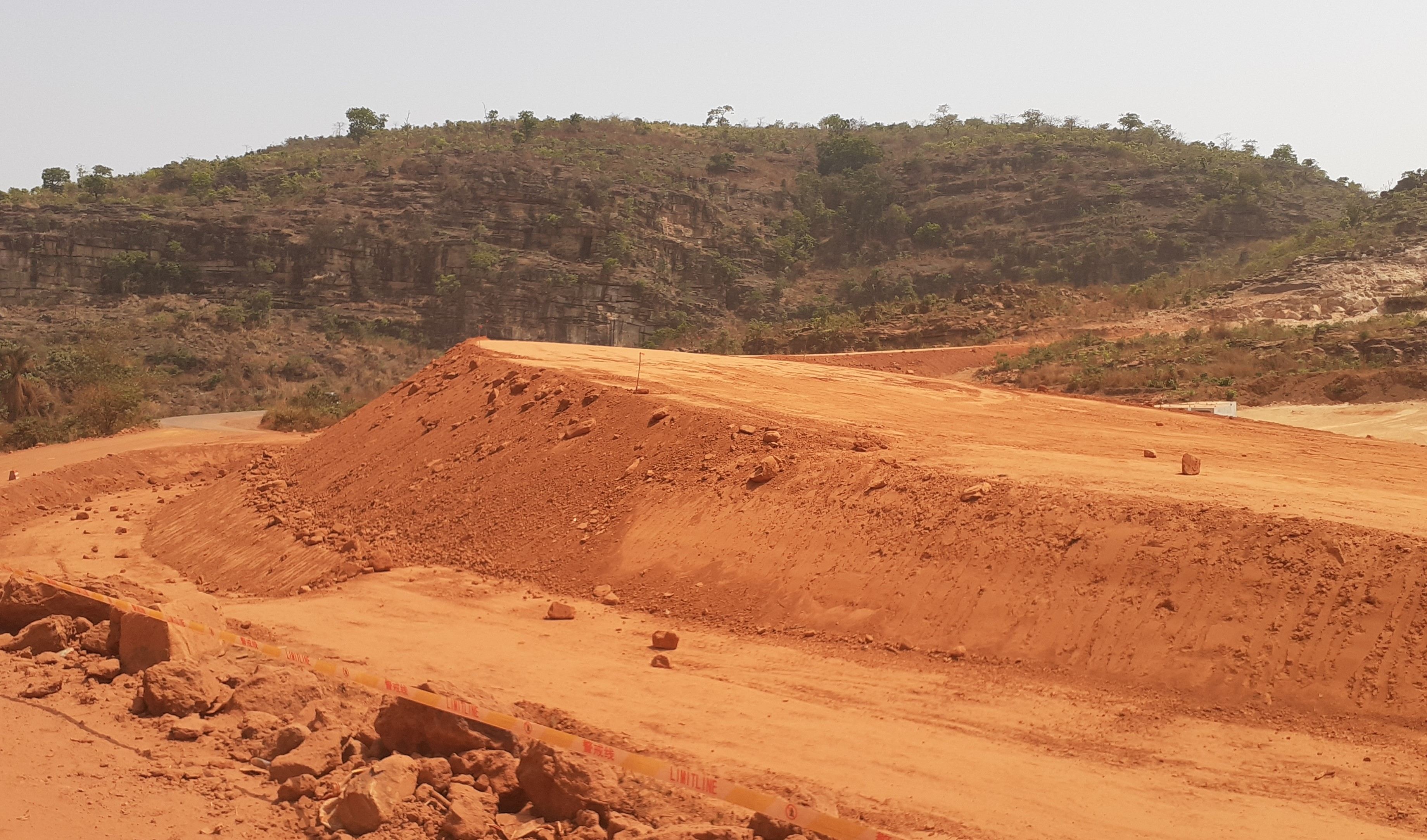

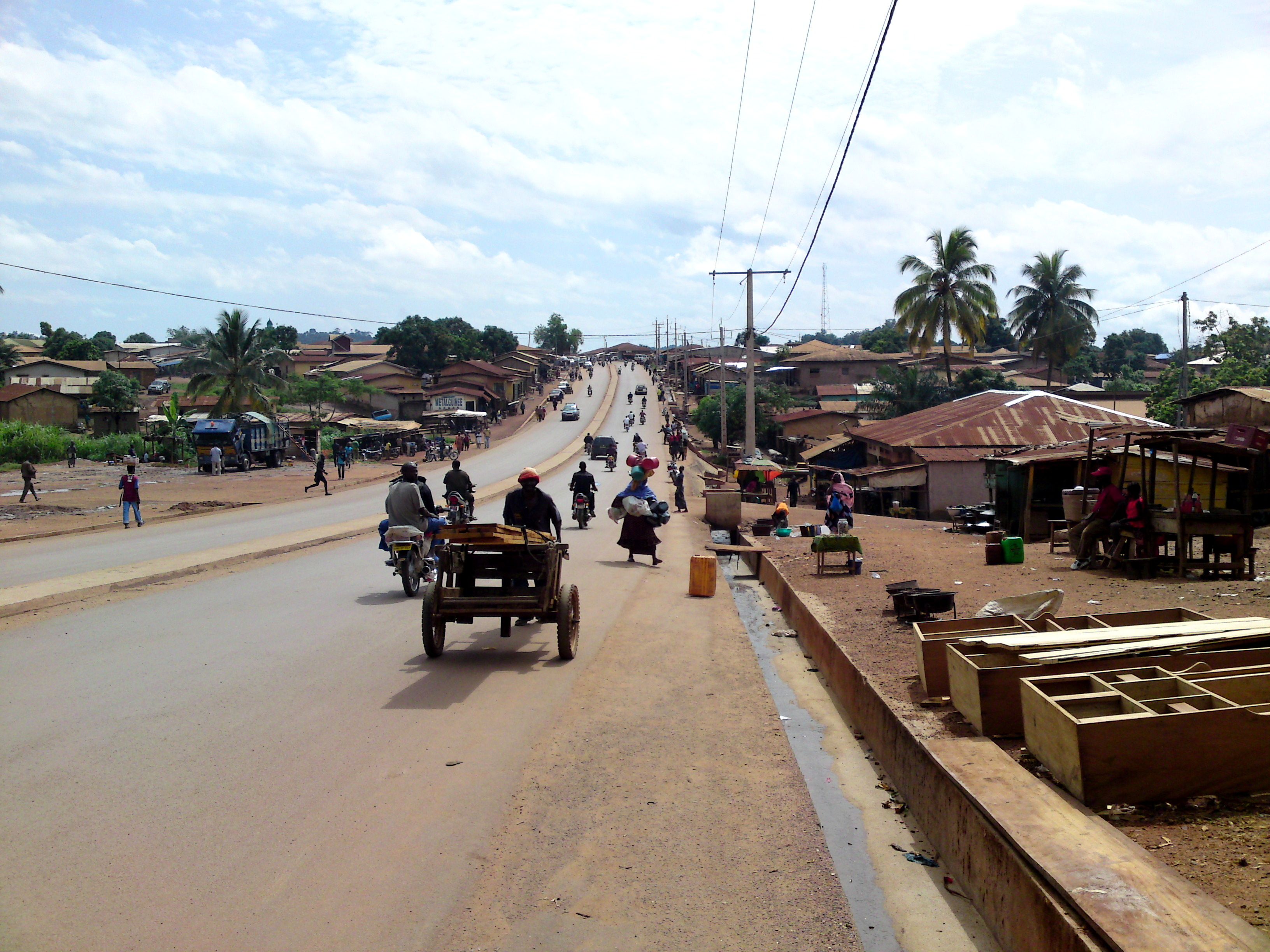
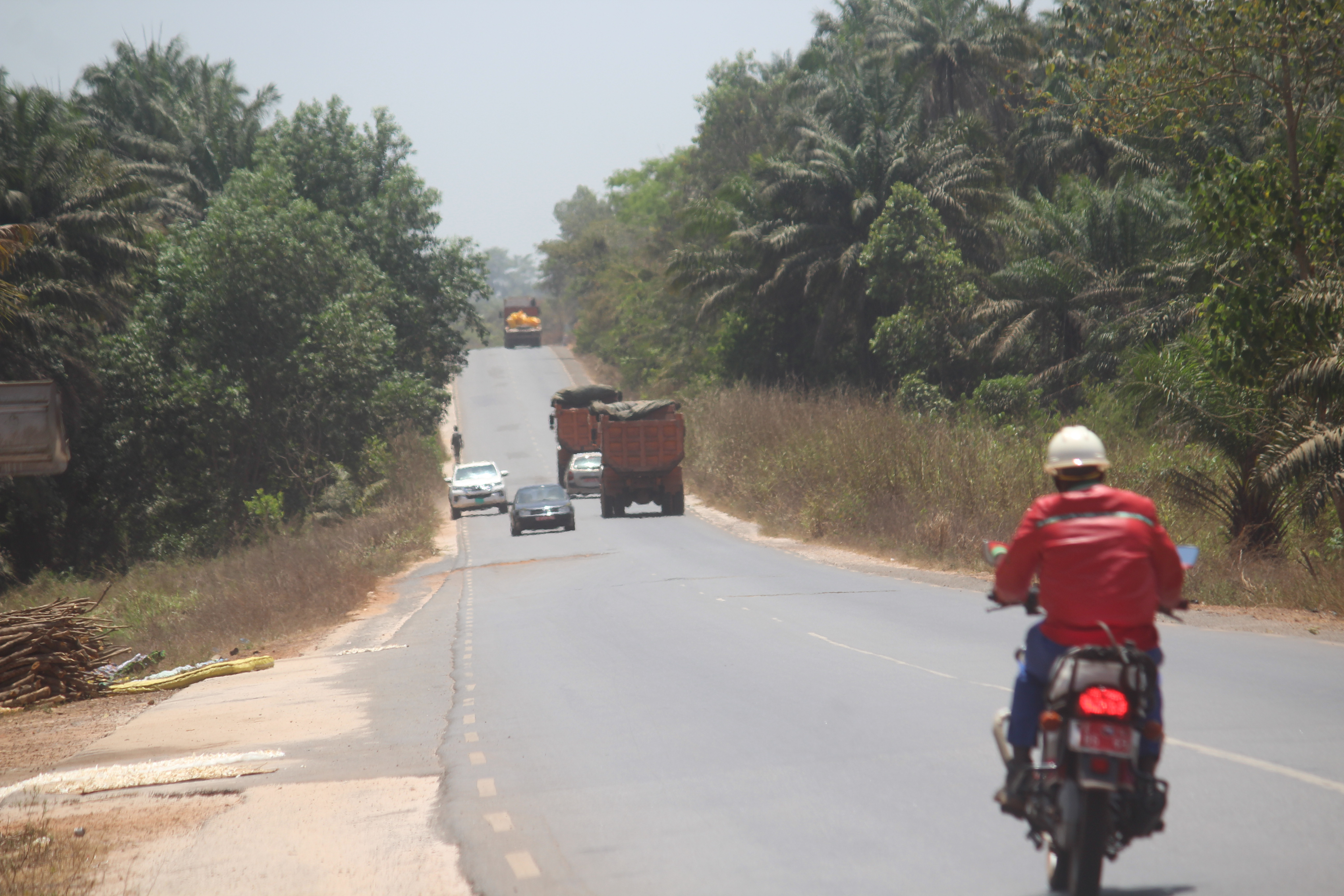
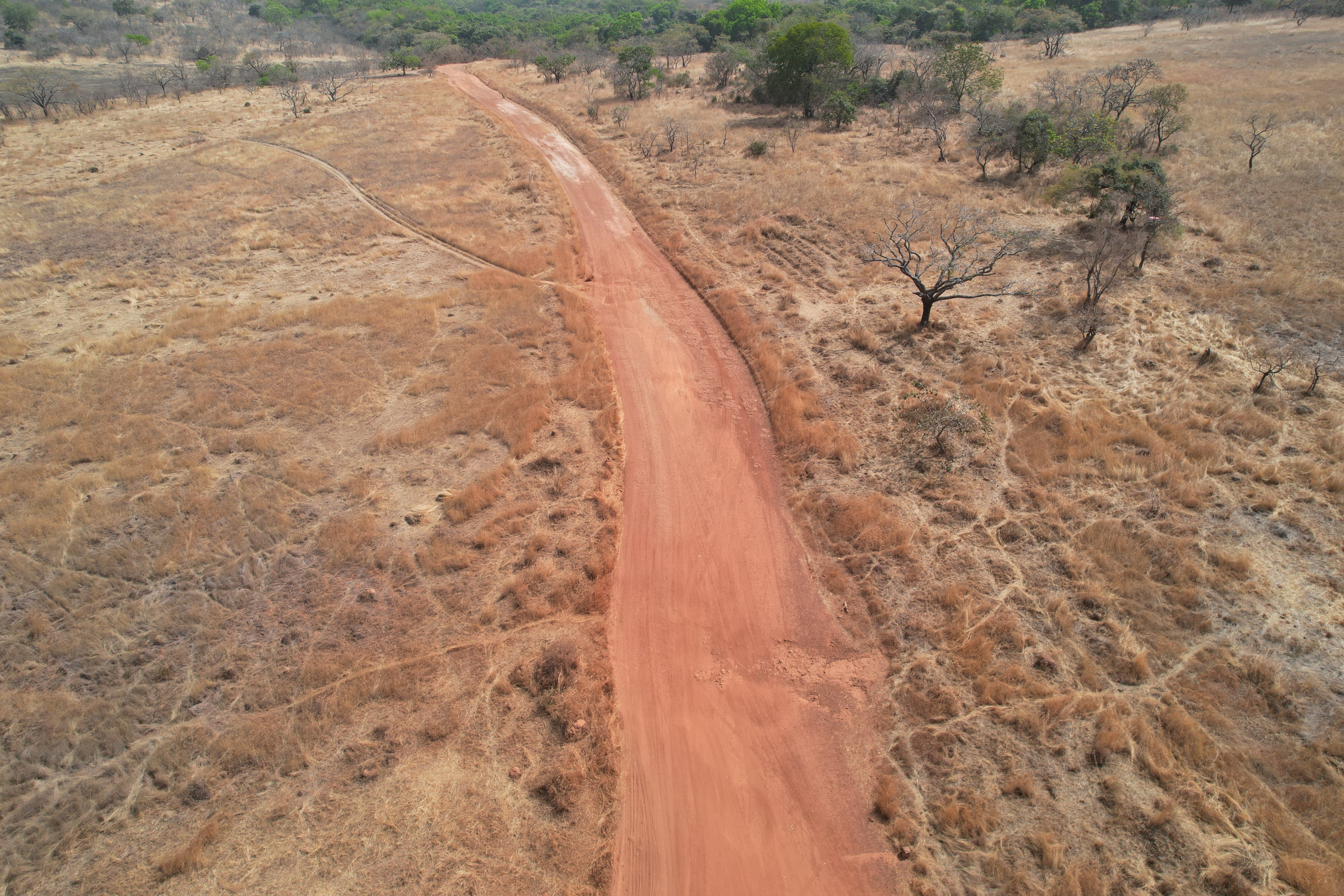

## Routes nationales

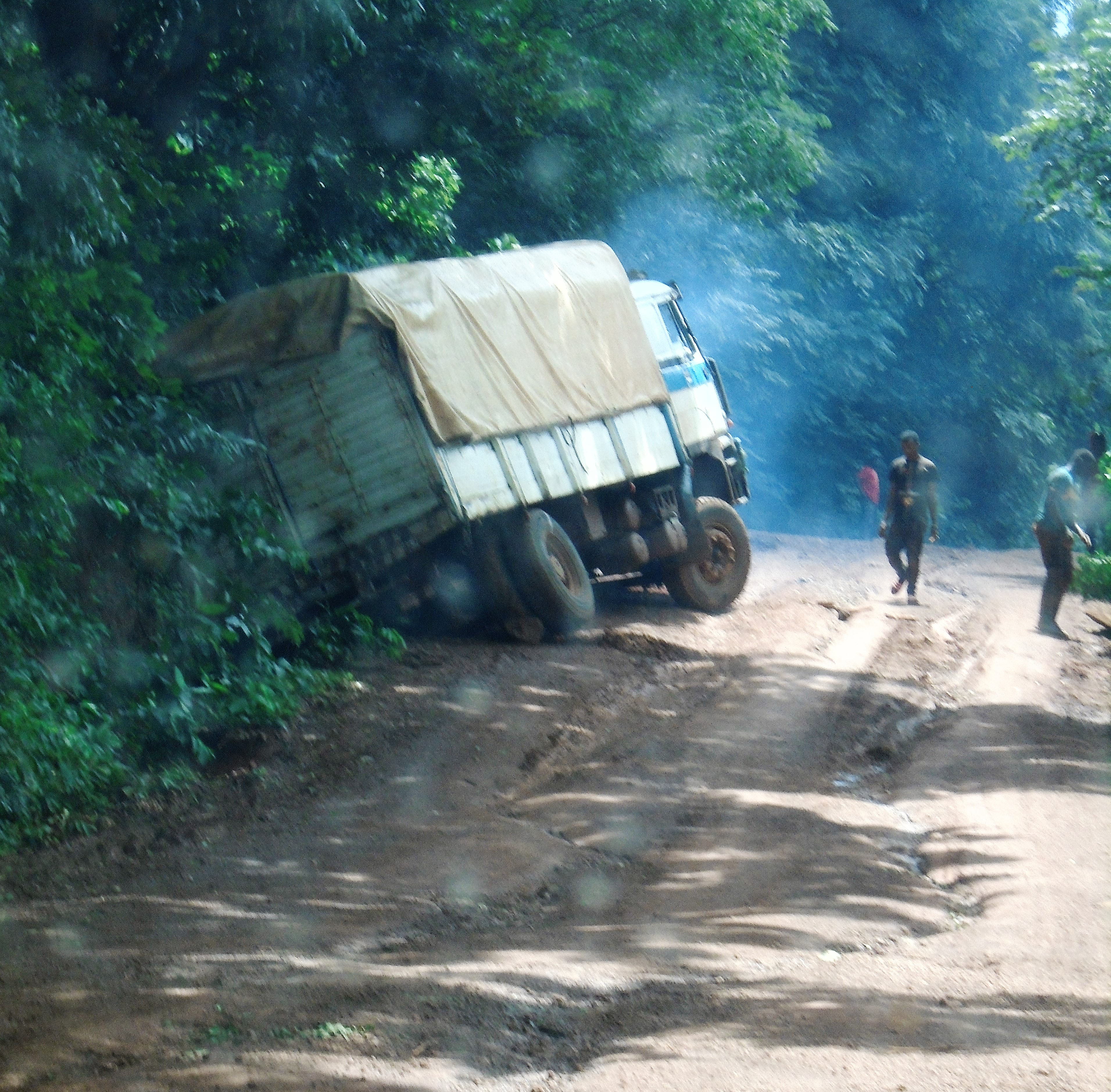

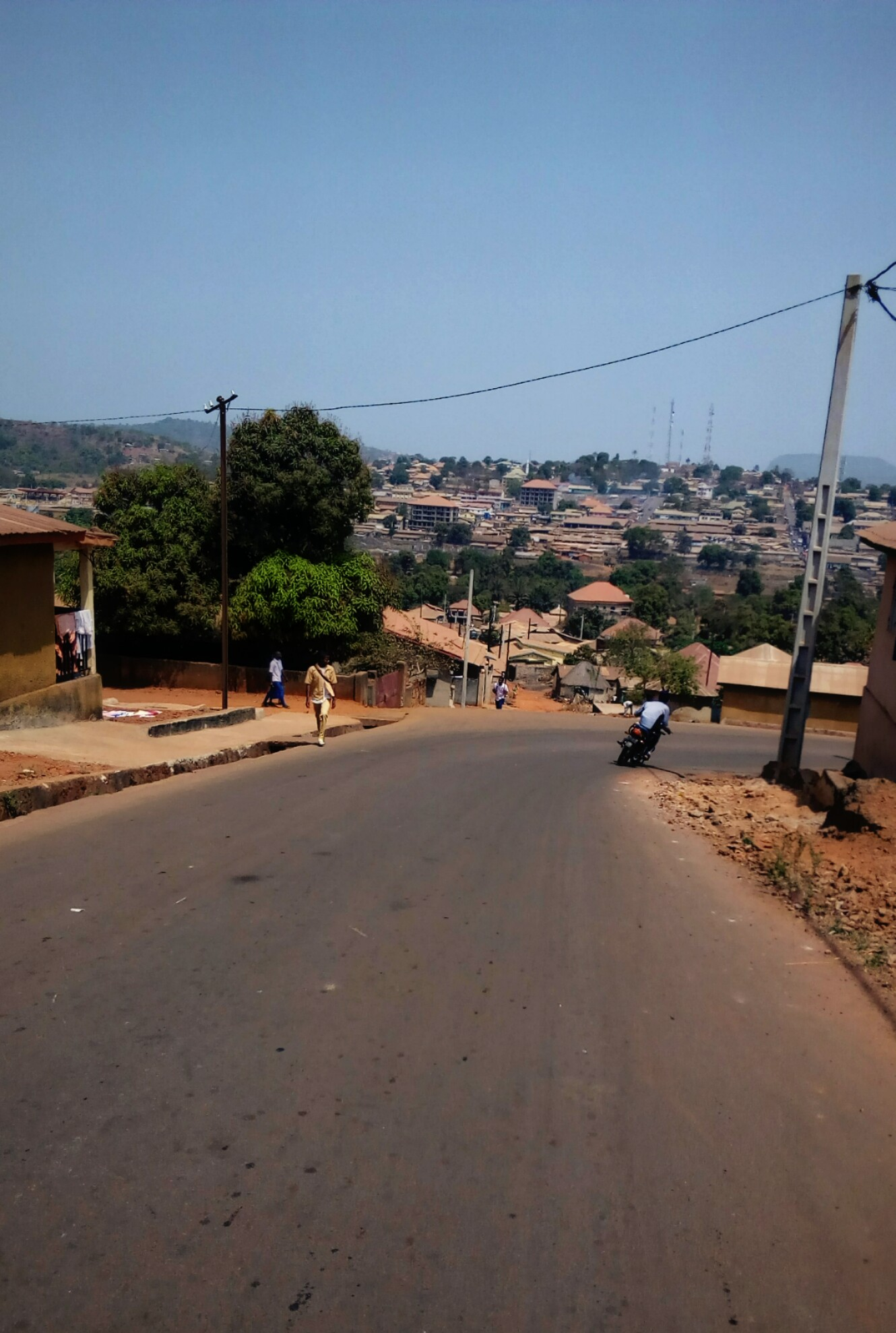

| Nom | Parcours                                  | Longueur (Km) |
| --- | ----------------------------------------- | ------------- |
| N1  | Conakry – Nzérékoré – Liberia             | 1220          |
| N2  | Mamou – Nzérékoré – Côte d'Ivoire         | 740           |
| N3  | Conakry – Boké – Guinée-Bissau            | 350           |
| N4  | Coyah – Pamalap – Sierra Leone            | 82            |
| N5  | Mamou – Koundara – Sénégal                | 420           |
| N6  | Kissidougou – Siguiri – Mali              | 410           |
| N7  | Kankan – Niantania – Mali                 | 160           |
| N8  | Labé – Mali – Sénégal                     | 150           |
| N9  | Lébékére – Kandika – Guinée-Bissau        | 200           |
| N10 | Kounsankoro – Macenta – Liberia           | 120           |
| N12 | Koumbia – Foula Mori                      | 75            |
| N14 | Tiguania – Oualia – Sierra Leone          | 35            |
| N15 | Bendougou 11 – Fandanda – Mali            | 70            |
| N16 | Guéckédou – Nongoa – Sierra Leone         | 30            |
| N17 | Mandiana – Noumoudjiguila – Côte d'Ivoire | 120           |
| N18 | Beyla – Sirana de Odienne – Côte d'Ivoire | 135           |
| N19 | Gogota – Thuo – Liberia                   | 25            |
| N20 | Kolaboui – Kamsar                         | 30            |
| N21 | Bouramayah – Baguine Tagui                | 70            |
| N22 | Gougoube – Hafla                          | 120           |
| N23 | Boké – Kounsitel                          | 225           |
| N24 | Gaoual – Kindia                           | 225           |
| N26 | Dalaba – Kenian                           | 115           |
| N27 | Labé – Niaria                             | 130           |
| N28 | Tarambali – Tougué                        | 65            |
| N29 | Dabola – Faranah                          | 120           |
| N30 | Bissikrima – Siguiri                      | 280           |
| N31 | Kouroussa – Kissidougou                   | 215           |
| N32 | Niandankoro – Malimane                    | 85            |
| N33 | Yalakoro – Kérouané                       | 130           |